# 陳煊渝
陳煊渝（英語：Wendy Chen Hsuan-Yu，1993年6月1日—），澳洲華裔女子羽毛球運動員，曾代表澳洲出戰2016年及2020年奧運羽球比賽女子單打項目。

## 簡歷
陳煊渝出生臺中，從小移民澳洲，但與台灣球壇仍有聯繫，其本身具有中華民國羽球協會甲組球員資格，並曾與盧敬堯在2015年第一次全國排名賽贏得混雙冠軍。
2015年2月，陳煊渝參加大洋洲羽毛球錦標賽，贏得女子單打冠軍及女子雙打季軍。
2017年8月，陳煊渝參加蘇格蘭格拉斯哥舉行的世界羽毛球錦標賽，出戰女子單打項目，首圈就以0比2（19-21、11-21）不敵馬來西亞的葉睿晨出局。

## 主要比賽成績
只列出曾進入準決賽的國際賽事成績：
| 年份   | 賽事                         | 公開賽級別 | 項目     | 拍檔                | 成績   |
| ------ | ---------------------------- | ---------- | -------- | ------------------- | ------ |
| 2015年 | 大洋洲羽毛球錦標賽           | 其他       | 女子單打 | －                  | 冠軍   |
| 2015年 | 大洋洲羽毛球錦標賽           | 其他       | 女子雙打 | 路易莎·馬           | 準決賽 |
| 2015年 | 瑪利拜朗羽毛球國際賽         | 國際系列賽 | 女子單打 | －                  | 亞軍   |
| 2015年 | 瑪利拜朗羽毛球國際賽         | 國際系列賽 | 女子雙打 | 林書羽              | 亞軍   |
| 2016年 | 大洋洲羽毛球混合團體錦標賽   | 其他       | 混合團體 | －                  | 冠軍   |
| 2016年 | 大洋洲羽毛球男女子團體錦標賽 | 其他       | 女子團體 | －                  | 冠軍   |
| 2016年 | 懷卡托羽毛球國際賽           | 未來系列賽 | 女子單打 | －                  | 亞軍   |
| 2016年 | 大洋洲羽毛球錦標賽           | 其他       | 女子單打 | －                  | 冠軍   |
| 2017年 | 努美阿羽毛球國際賽           | 國際系列賽 | 女子單打 | －                  | 冠軍   |
| 2017年 | 努美阿羽毛球國際賽           | 國際系列賽 | 混合雙打 | 米切尔·惠勒         | 準決賽 |
| 2017年 | 大洋洲羽毛球錦標賽           | 其他       | 女子單打 | －                  | 冠軍   |
| 2017年 | 大洋洲羽毛球錦標賽           | 其他       | 混合雙打 | 米切尔·惠勒         | 季軍   |
| 2017年 | 紐西蘭羽毛球黃金大獎賽       | 黃金大獎賽 | 混合雙打 | 王齊麟              | 準決賽 |
| 2017年 | 雪梨羽毛球國際賽             | 國際系列賽 | 女子雙打 | 西尔维娜·库尔尼亚万 | 亞軍   |
| 2018年 | 大洋洲羽毛球男女子團體錦標賽 | 其他       | 女子團體 | －                  | 冠軍   |
| 2018年 | 大洋洲羽毛球錦標賽           | 其他       | 女子單打 | －                  | 冠軍   |
| 2019年 | 大洋洲羽毛球錦標賽           | 其他       | 女子單打 | －                  | 冠軍   |
| 2019年 | 大洋洲羽毛球混合團體錦標賽   | 其他       | 混合團體 | －                  | 冠軍   |
| 2020年 | 大洋洲羽毛球錦標賽           | 其他       | 女子單打 | －                  | 冠軍   |
| 2020年 | 大洋洲羽毛球男女子團體錦標賽 | 其他       | 女子團體 | －                  | 冠軍   |
| 2021年 | 愛爾蘭羽毛球公開賽           | 國際挑戰賽 | 女子雙打 | 格羅婭·薩莫維爾     | 亞軍   |
| 2021年 | 威爾斯羽毛球國際賽           | 國際挑戰賽 | 女子雙打 | 格羅婭·薩莫維爾     | 準決賽 |
| 2022年 | 大洋洲羽毛球錦標賽           | 其他       | 女子單打 | －                  | 冠軍   |
| 2022年 | 北港羽毛球國際賽             | 國際挑戰賽 | 女子雙打 | 格羅婭·薩莫維爾     | 亞軍   |
| 2023年 | 雪梨羽毛球國際賽             | 國際系列賽 | 女子單打 | －                  | 準決賽 |
| 2023年 | 雪梨羽毛球國際賽             | 國際系列賽 | 女子雙打 | 鍾慧琪              | 準決賽 |

| 2007-2017年 | 首要超級賽 | 超級賽 | 黃金大獎賽 | 大獎賽 | 國際挑戰賽 | 國際系列賽 | 未來系列賽 | 其他 |

| 2018-2026年 | 總決賽 | 超級1000賽 | 超級750賽 | 超級500賽 | 超級300賽 | 超級100賽 | 國際挑戰賽 | 國際系列賽 | 未來系列賽 | 其他 |

### 奧運會和世錦賽參賽紀錄
|          | 2016       | 2017 | 2018 | 2019 | 2020       | 2021 |
| -------- | ---------- | ---- | ---- | ---- | ---------- | ---- |
| 女子單打 | 小組第三名 | 48強 | 32強 | 32強 | 小組第二名 | 48強 |